# Cnos-Fap
Il CNOS-FAP (Centro Nazionale Opere Salesiane – Formazione Aggiornamento Professionale) è una associazione non riconosciuta, non a fine di lucro, costituita nel 1977, promossa dal CNOS, ente con personalità giuridica civilmente riconosciuta con DPR n. 1016 del 20.09.1967 e DPR n. 264 del 02.05.1969.
È l’istituzione che coordina e rappresenta i salesiani d’Italia impegnati nell’area dell’orientamento, della formazione, dell’aggiornamento professionale e dei servizi al lavoro, nello stile educativo di Don Bosco.
Opera con percorsi di formazione iniziale, superiore e continua in interazione con il sistema dell’istruzione e del mondo del lavoro in 16 Regioni d’Italia con circa 61 sedi operative.
La federazione nazionale Cnos-Fap si è costituita come associazione senza scopo di lucro il 9 dicembre 1977. Ha come mission l'orientamento, la formazione e l'aggiornamento professionale dei giovani attraverso i suoi centri di formazione professionale (CFP), secondo i principi pedagogici istituiti da Don Bosco per permettere l'entrata (o il rientro) nel mondo del lavoro.
La sede nazionale coordina l'attività delle circa 60 sedi operative (CFP)  attraverso le delegazioni regionali presenti in 16 regioni italiane: Abruzzo, Basilicata, Calabria, Campania, Emilia-Romagna, Friuli-Venezia Giulia, Lazio, Liguria, Lombardia, Piemonte, Puglia, Sardegna, Sicilia, Umbria, Valle d'Aosta, Veneto. A sua volta, la Federazione Cnos-Fap nazionale è coordinata dal Don Bosco International.
La federazione CNOS-FAP ha un rapporto privilegiato con le aziende verso le quali indirizza i giovani per il tirocinio, talvolta con un rapporto che si allarga fino all'Istituto tecnico professionale paritario salesiano.
Dal 1982 sono attivi i corsi nei seguenti settori professionali:
- Settore elettrico - elettronico
- Settore energia
- Settore meccanico
- Settore automotive
- Settore grafico
- Settore terziario
- Settore turistico - alberghiero

In tutti i percorsi formativi sono presenti moduli di competenze comuni divise in:
- Area culturale
- Area scientifica
- Area informatica
- Area orientamento

Dal 1984 viene pubblicata la rivista "Rassegna CNOS".

## Centri per regione
- Emilia-Romagna:

Forlì
- Lazio

Roma Borgo Ragazzi Don Bosco, Roma Pio XI, Roma Teresa Gerini 
- Liguria:

Genova Quarto, Vallecrosia, Genova Sampierdarena 
- Lombardia:

Brescia, Milano, Sesto San Giovanni, Treviglio, Clusone, ValMadrera
- Piemonte:

Torino Valdocco, Torino Rebaudengo, Torino Agnelli, San benigno Canavese, Colle Don Bosco, Novara, Alessandria, Muzzano, Serravalle Scrivia, Vercelli, Vigliano Biellese, Fossano, Saluzzo, Savigliano, Bra
- Valle d’Aosta:

San Vincent, Aosta 
- Veneto:

Bardolino, Este, San Donà di Piave, Sant’Ambrogio, Schio, Venezia-Mestre, Verona